# Ján Czeszciczky
Ján Czeszciczky, chybně uváděný jako Štefan Cestický, (23. února 1934 Smolník – 10. října 1976) byl slovenský fotbalový útočník. Jeho bratrancem byl fotbalista Anton Kozman.

## Hráčská kariéra
V československé lize hrál za Lokomotívu Košice, Křídla vlasti Olomouc a Spartak Košice VSS, nastoupil v 19 ligových utkáních, gól nedal. Dorostenecký mistr Československa 1951 (s Dynamem ČSD Košice) a 1952 (s VSS Košice) debutoval v lize 17. května 1953 v utkání se Spartou.

### Prvoligová bilance
| Ročník                                | Zápasy | Góly | Minuty | Klub                  |
| ------------------------------------- | ------ | ---- | ------ | --------------------- |
| Přebor československé republiky 1953  | 11     | 0    | –      | Lokomotíva Košice     |
| Přebor československé republiky 1954  | 1      | 0    | –      | Křídla vlasti Olomouc |
| 1. československá fotbalová liga 1956 | 7      | 0    | –      | Spartak Košice VSS    |
| CELKEM                                | 19     | 0    | –      |                       |